# Arrecifes (ville)
Pour les articles homonymes, voir Arrecifes.
Arrecifes est une localité argentine située dans le partido homonyme, dans la province de Buenos Aires.

## Démographie
La localité compte 29 044 habitants (Indec, 2010), ce qui représente une augmentation de 10 % par rapport au recensement précédent de 2001 qui comptait 24 336 habitants.

## Toponymie et hymne
Elle doit son nom à la rivière homonyme qui la traverse, dont la principale caractéristique sont les récifs existant dans son lit. Il existe une légende, la légende des Arrecifes, diffusée par le docteur Luis Pacuse, qui fut l'historien de la ville. Parmi les villageois, on dit que le nom vient du « Camino de los Arrecifes », que les Espagnols empruntaient à l'époque de la conquête, croyant se trouver aux Indes et voulant atteindre l'Australie et les « récifs de corail » de ce continent. Cela a été nié par l'un de ses fondateurs à l'époque de la colonie, arguant que l'Australie était très éloignée de la ville. Cependant, le nom a été bien accueilli par la ville et l'est resté jusqu'à ce jour.
En mai 2004, l'hymne d'Arrecifes a été créé lors d'un concours organisé par le Rotary Club Arrecifes (décret no 359 du Conseil délibérant). Elle a été composée par l'enseignante Mónica Eggimann et mise en musique par le professeur Adrián Charras. Les paroles racontent l'histoire populaire d'Itahí, qui, selon la légende, était la fille d'un chef Querandí qui vivait dans la région. Elle se promenait le long de la rivière et a soudain rencontré un groupe de cavaliers sur la rive opposée, qui cherchaient un endroit pour traverser le cours d'eau et continuer leur chemin. Itahí se sentait très attirée par l'un des étranges expéditionnaires et voulait l'aider à traverser la rivière, elle commença donc à jeter des pierres dans le lit de la rivière pour former un passage dans l'eau. Sans comprendre son effort, le cavalier est reparti.

## Chemin de fer
La gare d'Arrecifes est située sur la branche Ramal Victoria — Capilla — Vagués — Pergamino du chemin de fer General Mitre.
Le chemin de fer d'Arrecifes n'offre plus de service actif de transport de passagers depuis mars 2020. Les derniers trains qui circulent sont des trains de fret, transportant des céréales par l'intermédiaire de sociétés privées.